# El Cipresal
El Cipresal är en ort i Mexiko.   Den ligger i kommunen Siltepec och delstaten Chiapas, i den sydöstra delen av landet, 800 km sydost om huvudstaden Mexico City. El Cipresal ligger 1 690 meter över havet och antalet invånare är 255.
Terrängen runt El Cipresal är bergig åt sydost, men åt nordväst är den kuperad. Runt El Cipresal är det ganska tätbefolkat, med 83 invånare per kvadratkilometer. Närmaste större samhälle är El Porvenir de Velasco Suárez, 13,8 km öster om El Cipresal. I omgivningarna runt El Cipresal växer i huvudsak städsegrön lövskog.